# 罗广斌
罗广斌（1924年11月22日—1967年2月10日），祖籍四川省忠县（今属重庆市），生于成都，中华人民共和国作家，《红岩》的主要作者之一。

## 生平

### 投身革命
罗广斌生在成都的一个传统大家庭，父母都是中国国民党党员。抗日战争全面爆发后，1938年为避空袭，罗广斌随父亲到四川省洪雅县读初中。1940年，罗广斌与一位家庭贫困的女同学恋爱，但遭到罗广斌父母的反对，三年多不准罗广斌恋爱和通信。罗广斌为争取恋爱自由，而与家庭决裂。1944年，经马识途帮助，罗广斌离开家乡到云南省昆明的西南联合大学附属中学学习。1945年，加入中国共产党的外围组织“民青社”，参加“一二·一运动”等学生运动，曾任昆明西南联合大学附属中学罢课委员会主席。
“一二·一运动”后，因特务跟踪，罗广斌奉命撤往农村工作。1946年，随马识途一起到成都（当时马识途奉调到成都工作）。1947年，罗广斌进入重庆西南学院学习，由原在昆明指导罗广斌的齐亮（当时在《新华日报》工作，後來被捕並被杀於渣滓洞）继续培养罗广斌。在西南学院，罗广斌任西南学院新闻系主席和西南学院系联会（学生会）主席。1947年六一大逮捕后，罗广斌加入重庆中共地下党的外围组织“六一社”，并撤往重庆民建中学担任理化教师，自此与家庭脱离关系。在民建中学，罗广斌参加中共地下党刊物《反攻》的印刷工作，并领导该校“六一社”的组织。后任秀山县中学理化教师。1948年3月1日，经江竹筠、劉國鋕介绍，加入中国共产党，候补期9个月。1948年，因中共重庆市委主要负责人叛变，重庆、川东、川康的中共地下党组织遭严重破坏，罗广斌随中共川康特委副书记马识途撤回成都，罗广斌回家躲避。

### 被捕入狱
1948年9月10日，因遭冉益智举报，罗广斌在成都的家里被逮捕。在逮捕罗广斌之前，国防部保密局徐远举曾向罗广斌的哥哥罗广文（中国国民党高级将领）征求意见，罗广文同意徐远举逮捕罗广斌，以便促使罗广斌转变政治立场。1948年9月罗广斌被捕后，起初被关押在渣滓洞集中营楼七室（为隔离室）。楼七室有位罗广斌认识的囚犯张国维（1939年加入中国共产党，被捕前担任中共重庆沙磁区学运特支委员），曾直接领导罗广斌。张国维嘱咐罗广斌注意征求意见、总结经验，以便将来出狱后向中共党组织报告。1949年1月17日，是江竹筠的丈夫彭咏梧在武装起义前线去世一周年纪念日，渣滓洞集中营各囚室囚犯纷纷慰问女囚室的江竹筠，江竹筠的回报是起草了一份讨论大纲：“一、被捕前的总结；二、被捕后的案情应付；三、狱中的学习。”各囚室囚犯先后就此讨论。1949年2月，罗广斌被转押至白公馆集中营。在此他与同室囚犯劉國鋕（罗广斌的入党介绍人，被捕前担任中共重庆沙磁区学运特支书记）、王朴（被捕前担任中共重庆北区工委委员）、陈然（被捕前担任中共《挺进报》特支委员）等人多次讨论。1949年初，狱中的中共党组织希望罗广斌利用家庭背景出狱，以便让狱外的中共党组织了解狱中情况，但罗广斌未服从党组织决定，而是坚持留在狱中斗争。
1949年11月下旬，在中国人民解放军攻占重庆前夕，狱方在渣滓洞、白公馆开始屠杀行动，白公馆的中共地下党组织秘密制定出“狱中策反越狱计划”，随后陈然、罗广斌成功策反了看守杨钦典。1949年11月27日，狱方在渣滓洞、白公馆集中营展开“重庆一一·二七大屠杀”，将绝大部分囚犯集体屠杀，而白公馆看守杨钦典打开牢门，包括罗广斌在内的白公馆19名幸存囚犯编为5个越狱互助小组，冒着机枪扫射冲出白公馆，冲到后坡山林中脱险。罗广斌等少数囚犯得以脱险，也是因为徐远举鉴于这些人或其家属在中国国民党内或政商界有背景，所以并未严令“处决”。据后来徐远举交代，在屠杀行动开始后，徐远举曾下令释放罗广斌。但当时局面混乱，这一释放命令并未传达到白公馆狱方。
1949年11月30日，中国人民解放军攻占重庆。1949年12月1日成立“脱险同志联络处”，接待自重庆各监狱脱险的以及其他遭迫害的同志。罗广斌参加了筹备杨虎城将军和“一一·二七”殉难烈士追悼会的工作。他每天追记和整理狱友们在狱中的讨论和总结。1949年12月25日，罗广斌写成《关于重庆组织破坏经过和狱中情形的报告》《重庆党组织破坏经过和狱中情形的报告》，上报给中共重庆市委。1989年该报告在重庆首次披露。

### 文学创作
中华人民共和国时期，罗广斌历任共青团重庆市委委员、常委、统战部部长，重庆市民主青年联合会副主席，全国青联委员。1957年12月，共青团重庆市委统战部部长罗广斌响应重庆市级机关干部和知识分子下放劳动锻炼的号召，经主动申请，被下放到位于龙溪河狮子滩长寿湖的长寿湖农场劳动锻炼。1958年1月，经四川省人民委员会批准，重庆市人民委员会作出正式建立长寿湖农场的决定。1958年3月5日，国务院总理周恩来与副总理李富春、李先念到长寿湖视察，罗广斌等3人奉中共重庆市委办公厅的指示，向周恩来一行汇报了长寿湖农场的情况。1958年3月8日，中共重庆市长寿湖农场党委成立，向洛新任党委书记，罗广斌等4人任党委委员。同时成立农场场部，此后陆续建立农场各机构和单位。从1958年到1962年底，罗广斌历任共青团长寿湖农场团委书记、渔业大队（后改称渔场）队（场）长、农场科学院院长、渔业办公室主任等职。1962年底，调离长寿湖农场，任重庆市文联专业作家。
1950年，罗广斌开始发表作品。中华人民共和国初期，罗广斌、刘德彬、杨益言合作创作了报告文学《圣洁的血花》，记述了他们在狱中对敌斗争的经历，1950年7月1日起在重庆《大众文艺》上发表。1958年初，三人在《红旗飘飘》第六集上合作发表革命回忆录《在烈火中永生》。1958年10月，罗广斌收到中国青年出版社的约稿信，要求出版回忆录《在烈火中永生》。1959年2月，中国青年出版社出版了增订后的单行本回忆录《在烈火中永生》。
1950年代，罗广斌、杨益言同在共青团重庆市委任职，经常一同做报告以开展革命传统教育。1958年11月，共青团中央常委、中国青年出版社党委书记、社长、总编辑朱语今抵达重庆，认为革命者在渣滓洞、白公馆的狱中斗争是开展革命传统教育的良好题材，乃向当时在共青团重庆市委任职的罗广斌、杨益言约写长篇小说。中共重庆市委对此大力支持，由中共重庆市委常委、组织部长萧泽宽具体负责，指定罗广斌、杨益言二人共同执笔创作，并为二人专门安排了两间平房。自1959年开始，二人白天访问老革命者、搜集材料，晚间写作。当时正值“三年困难时期”，粮食紧缺，二人因为承担该写作任务而可每日分得一个小馒头。中共重庆市委准许二人查看敌特档案，采访在押的敌特分子。二人在敌特档案中发现了一整套时长15年的特务日记，这为在小说中塑造军统高层特务形象提供了素材。在小说出版前，中共重庆市委决定，要二人拜作家沙汀为师，并到北京学习参观。1961年，二人完成了小说《红岩》，同年12月由中国青年出版社出版，此后数十年间印数超过一千万册。小说《红岩》出版后受到热烈欢迎，并被译为多种文字，还被改编为电影《烈火中永生》以及豫剧《江姐》等。

### 反修防修
将小说《红岩》改编为电影《红岩》的工作，自始便受到中共中央宣传部、中华人民共和国文化部支持，分管电影的文化部副部长夏衍、陈荒煤都提出了具体意见，夏衍还执笔修改定稿。罗广斌、刘德彬、杨益言也被召到北京参与改编剧本。1964年夏秋之交，电影《红岩》拍摄完成，但当时已是毛泽东作出关于文艺工作的两个批示之后，中共主管文艺工作的高级领导遭毛泽东痛批，文化部及各文艺家协会还有北京电影制片厂都已开始按照毛泽东的批示开展“整风”，受批判的夏衍、陈荒煤作出了“犯修正主义错误”的检查，中国各地按照经毛泽东批准的中共中央宣传部部署开展对“修正主义毒草影片”《早春二月》等的批判。随后文艺界的批判又扩展到哲学、历史学、经济学等领域。1964年9月24日，《重庆日报》发表罗广斌、杨益言、刘德彬的署名文章《〈早春二月〉必须批判》。
1964年11月，罗广斌、杨益言被召到北京参与修改电影《红岩》，北京电影制片厂已事先把周扬、林默涵、陈荒煤等的意见寄给他们。到北京看完样片后，罗广斌执笔于1964年11月25日向北京电影制片厂提交《分歧何在》意见提纲。11月27日，江青审看电影《红岩》工作样片，指责电影拍得“真是糟糕”。北京电影制片厂《红岩》摄制组主要成员向中共中央宣传部副部长周扬汇报了江青的审看意见，正遭批判的周扬表示影片可修改，剧本不再改。此后该片经修改后送审，中共中央宣传部部长陆定一提出“这片子不能代表《红岩》，改个名字放映，还是有教育意义的”。该片乃更名《江姐》，后又更名为《烈火中永生》，作为“一般影片”于1965年夏公映。
1964年9月，毛泽东、周恩来等中央领导和江青观看了根据小说《红岩》改编的歌剧《江姐》。1965年1月，江青在人民大会堂热情接见了罗广斌、杨益言。

### 政治审查
罗广斌当年在大屠杀之夜自狱中脱险，这段经历一直被当作他的历史疑点，在“文化大革命”爆发前被反复审查四次。其中，1950年代初，在恢复罗广斌的中国共产党党籍时，便进行过审查。1955年，在肃反审干中又进行了审查。这两次审查均认为罗广斌狱中表现良好，出狱过程没有问题。1959年，中共重庆市委审干委员会经对罗广斌被捕及狱中表现的审查，作出结论称“据此情况，认为该同志被捕一段无其他问题”。但历次审查并没有洗脱他的嫌疑，他的政治生活仍受诸多不明不白的限制。1963年，以中华全国青年联合会的名义组织了访问日本代表团，共青团中央提出推选罗广斌作为代表，但被某些领导以“历史问题有个别疑点”为理由否决。因小说《红岩》在日本影响很大，日本共产党邀请罗广斌访问日本，也被中国有关方面谢绝。1964年，中国共青团第九次全国代表大会召开，本拟安排罗广斌（当时正在北京参与修改电影《红岩》）任团中央委员候选人，也因同样原因被否决，共青团中央第一书记胡耀邦对此很不满。

### 文革身亡及后续平反
1966年“文化大革命”爆发，罗广斌随即受到冲击，被定性为“叛徒”、“剥削阶级的孝子贤孙”，小说《红岩》也被说成是“反动”小说。1966年10月23日，罗广斌在重庆解放碑广场与中共重庆市委工作组“辩论”，罗广斌自称不是叛徒，自己的作品没有问题。罗广斌很快成为重庆尽人皆知的“造反派”，同时也成为重庆群众组织两大对立派别斗争的焦点。在重庆群众组织两派公开决裂时，罗广斌被对立派别攻击为“重庆文艺界最大的铁杆保皇分子”、“山城头号政治大扒手”、“周扬黑线上的人物”、“与黑帮分子沙汀、马识途等关系十分密切”。1966年12月17日，在《红旗》1966年第15期社论《夺取新的胜利》发表两天后，首都大专院校红卫兵革命造反总司令部（即“首都三司”）发起在北京工人体育场举行“全国在京革命派为捍卫毛主席的革命路线，夺取新的伟大胜利誓师大会”，周恩来、陈伯达、江青、谢富治、刘志坚、张春桥、谢镗忠、王力、关锋、戚本禹、穆欣、姚文元、汪东兴等中央领导人及中央文革小组成员出席，罗广斌在大会上作为外地造反派代表发言。1967年1月24日，“革联会”（支持革联会的派别被称为“八一五派”）夺取重庆市大权。1967年2月5日，重庆建筑工程学院红卫兵将罗广斌从家中绑架并抄家，罗广斌自此遭到关押。1967年2月10日，罗广斌当天清晨在关押地——重庆市沙坪坝区马家堡后勤工程学院八一楼厕所打水洗脸时（现渝中区龙湖时代天街一带）身亡，终年42岁，死亡时脑组织飞溅出数米远，关押者称其系“自杀”。罗广斌“自杀”的消息被通知给其妻胡蜀兴。
粉碎“四人帮”后，罗广斌的家属和朋友对其死因均表怀疑，认为其并非自杀，并且提出申诉。马识途回忆称，罗广斌被红卫兵抓走后，罗广斌的妻子胡蜀兴不知罗广斌下落，在罗广斌死前一天，有人送给胡蜀兴一张罗广斌亲笔写的纸条，上面说他一切都好，要胡蜀兴带钱和粮票去。马识途认为这可见罗广斌并无自杀念头。罗广斌之妻胡蜀兴说，有人在罗广斌死后通知她说，罗广斌跳楼自杀，将送火葬场，要她去看看，胡蜀兴赶去后，只被允许远远看一下而不让近前，她看见罗广斌头部有个大裂口，她要求在未验尸和作出结论前不得火化，但那些人根本不听便匆匆将罗广斌遗体送到火葬场火化。
1978年秋，罗广斌被平反，骨灰安放仪式在重庆举行，中华人民共和国文化部、中国文联、中国作协、共青团中央、国家出版局等单位送了花圈，中共中央组织部部长胡耀邦，中国作协主席茅盾，中国文联副主席周扬、夏衍、林默涵，中国科学院副院长华罗庚等人也送了花圈。

## 著作
- 长篇小说《红岩》（与杨益言合著）[2]
- 报告文学《圣洁的血花》（与刘德彬、杨益言合著）[2]
- 回忆录《在烈火中永生》（与刘德彬、杨益言合著）[2]
- 编辑重庆集中营死难者诗集《囚歌》[2]

## 家庭
- 兄：罗广文